# Pozdrowienie Królewskie (hymn państwowy)
Pozdrowienie Królewskie – hymn państwowy Iraku w latach 1924–1958. Nie posiadał on słów, a muzykę skomponował Lieut Chaffon, ówczesny dyrektor muzyczny Irackiej Orkiestry Wojskowej.